# Monte-Carlo
Monte Carlo (tiếng Pháp: Monte-Carlo, Occitan: Montcarles Monégasque: Monte-Carlu) là một khu vực hành chính của Công quốc Monaco, bao gồm phường Monte Carlo/Spélugues, nơi có sòng bạc Monte Carlo. Một cách không chính thức, tên gọi  này cũng dùng để chỉ một quận lớn hơn, Quận Monte Carlo (tương ứng với khu đô thị cũ của Monte Carlo), ngoài Monte Carlo/Spélugues còn bao gồm các phường La Rousse/Saint Roman,  Larvotto/Bas Moulins và Saint Michel. Dân số thường trú của phường Monte Carlo là khoảng 3.500 người, trong khi đó của quận là khoảng 15.000 người. Monaco có bốn quận truyền thống (khu tự quản), từ tây sang đông đó là: Fontvieille (mới nhất), Monaco-Ville (lâu đời nhất), La Condamine và Monte Carlo.
Monte Carlo nằm trên một vách đá nổi bật ở chân núi Alpes maritimes dọc theo Côte d'Azur. Gần đầu phía tây của quận là Place du Casino (Quảng trường sòng bạc) nổi tiếng thế giới, trung tâm cờ bạc đã biến Monte Carlo trở thành "một từ ngữ quốc tế cho sự phô trương xa hoa và sự tiêu tán của cải một cách liều lĩnh". Đây cũng là vị trí của khách sạn Hôtel de Paris, nhà hàng và cà phê Café de Paris và Salle Garnier (bao gồm nhà hát Opéra de Monte-Carlo). Phần phía đông của quận bao gồm cộng đồng Larvotto với bãi biển công cộng duy nhất của Monaco, cũng như trung tâm hội nghị mới (Grimaldi Forum), khu nghỉ dưỡng Monte-Carlo Bay Hotel & Resort và Bảo tàng Hải dương học Monaco (Oceanographic Museum of Monaco). Monte Carlo cũng được biết đến qua Liên hoan xiếc quốc tế Monte-Carlo (International Circus Festival of Monte-Carlo), giải đấu quần vợt Monte Carlo Masters  và cuộc đua xe Monte Carlo Rally hàng năm. Đường đua Circuit de Monaco, nơi tổ chức Monaco Grand Prix (Giải đua ô tô Công thức 1 Monaco), cũng chạy một phần qua Monte Carlo.

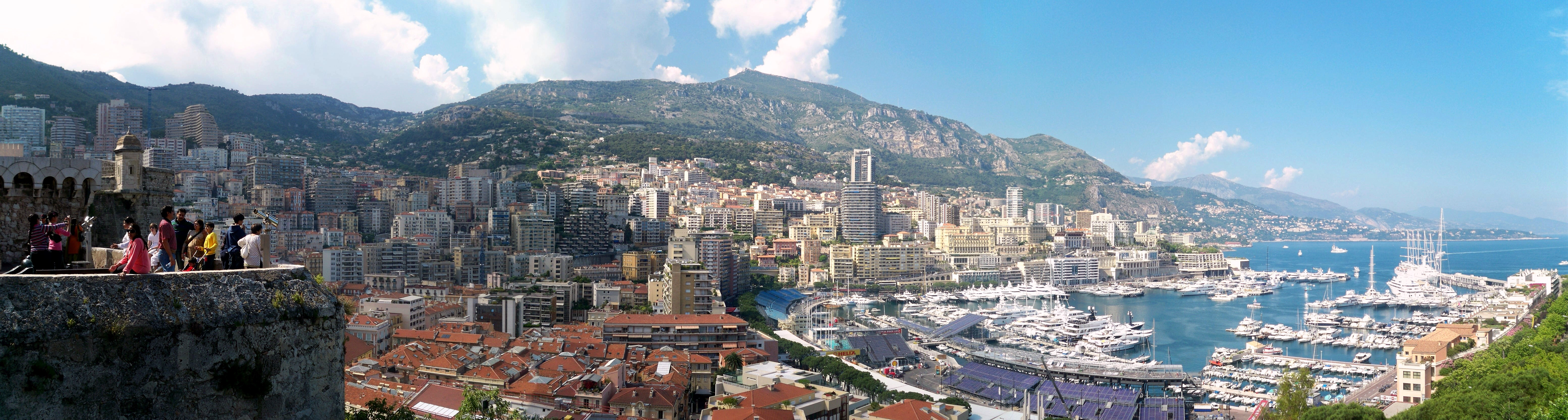
Toàn cảnh quận La Condamine và Monte Carlo từ đài quan sát gần Cung điện Thân vương Monaco ở Monaco-Ville.

Toàn cảnh thành phố Monaco từ ga xe lửa, tháng 5 năm 2015

Tại ranh giới phía đông của quận, một con đường đi qua thị trấn Beausoleil của Pháp (đôi khi được gọi là Monte-Carlo-Supérieur), và 8 km (5 mi) về phía đông là biên giới phía tây của Ý.

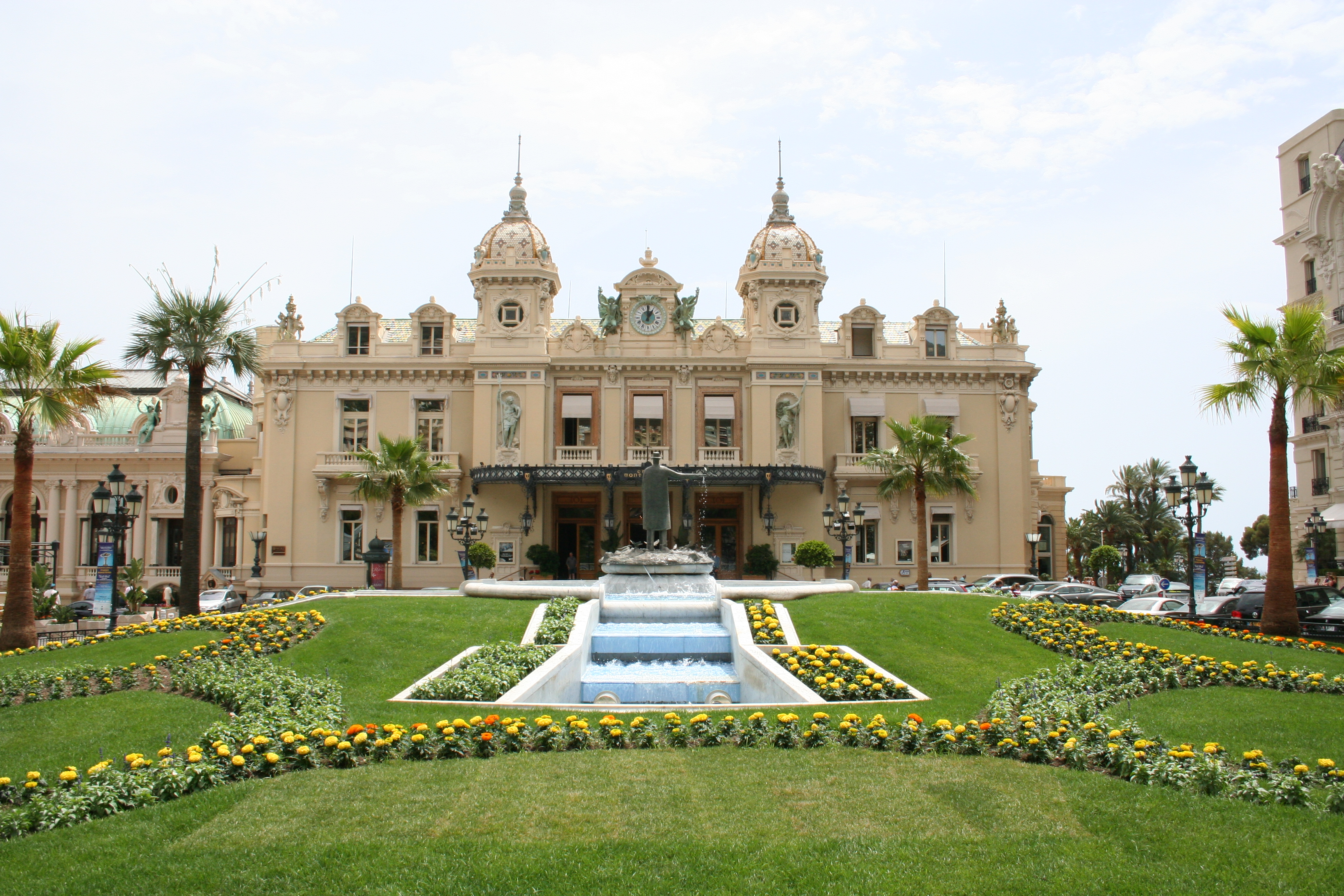
sòng bạc Monte Carlo
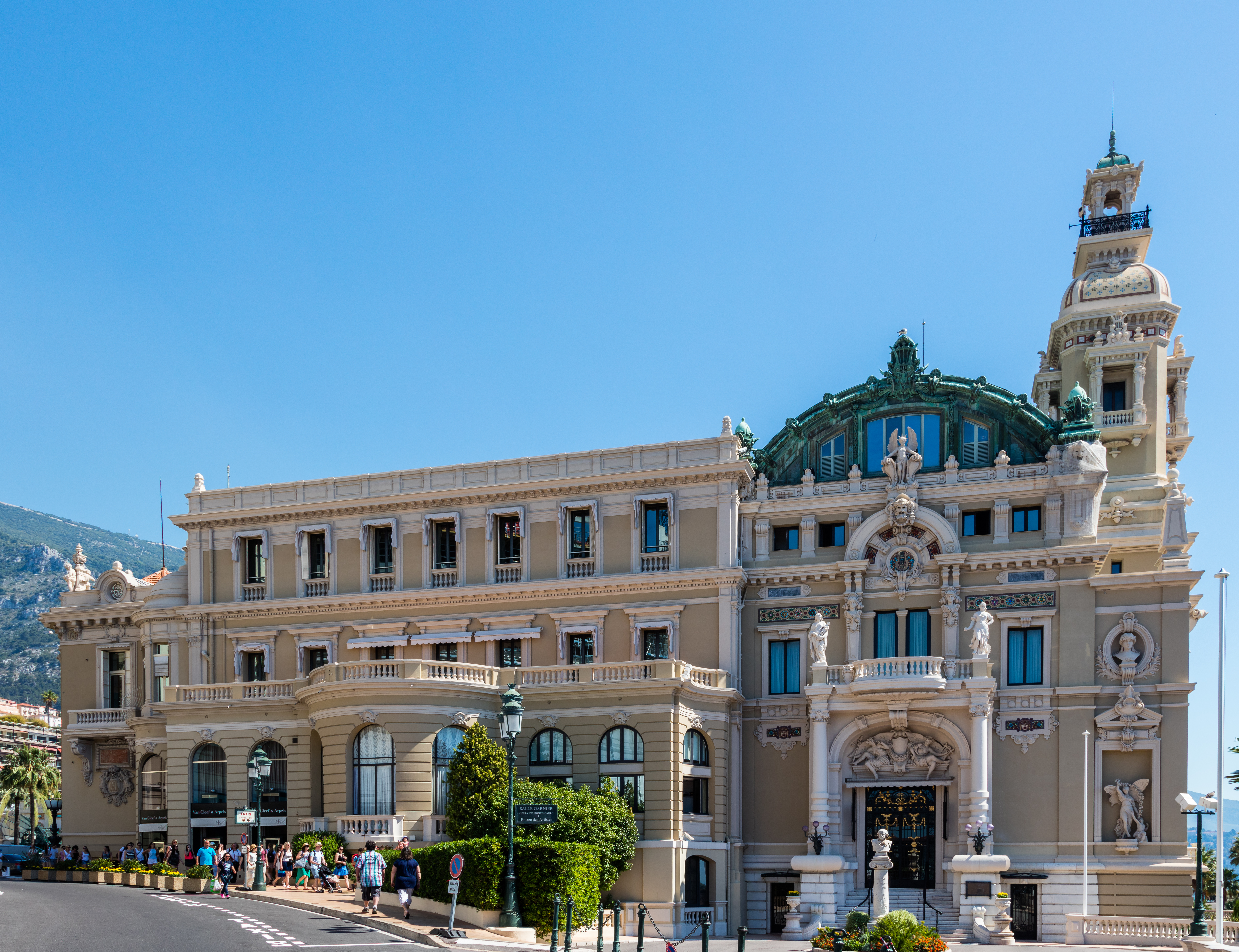
Salle Garnier
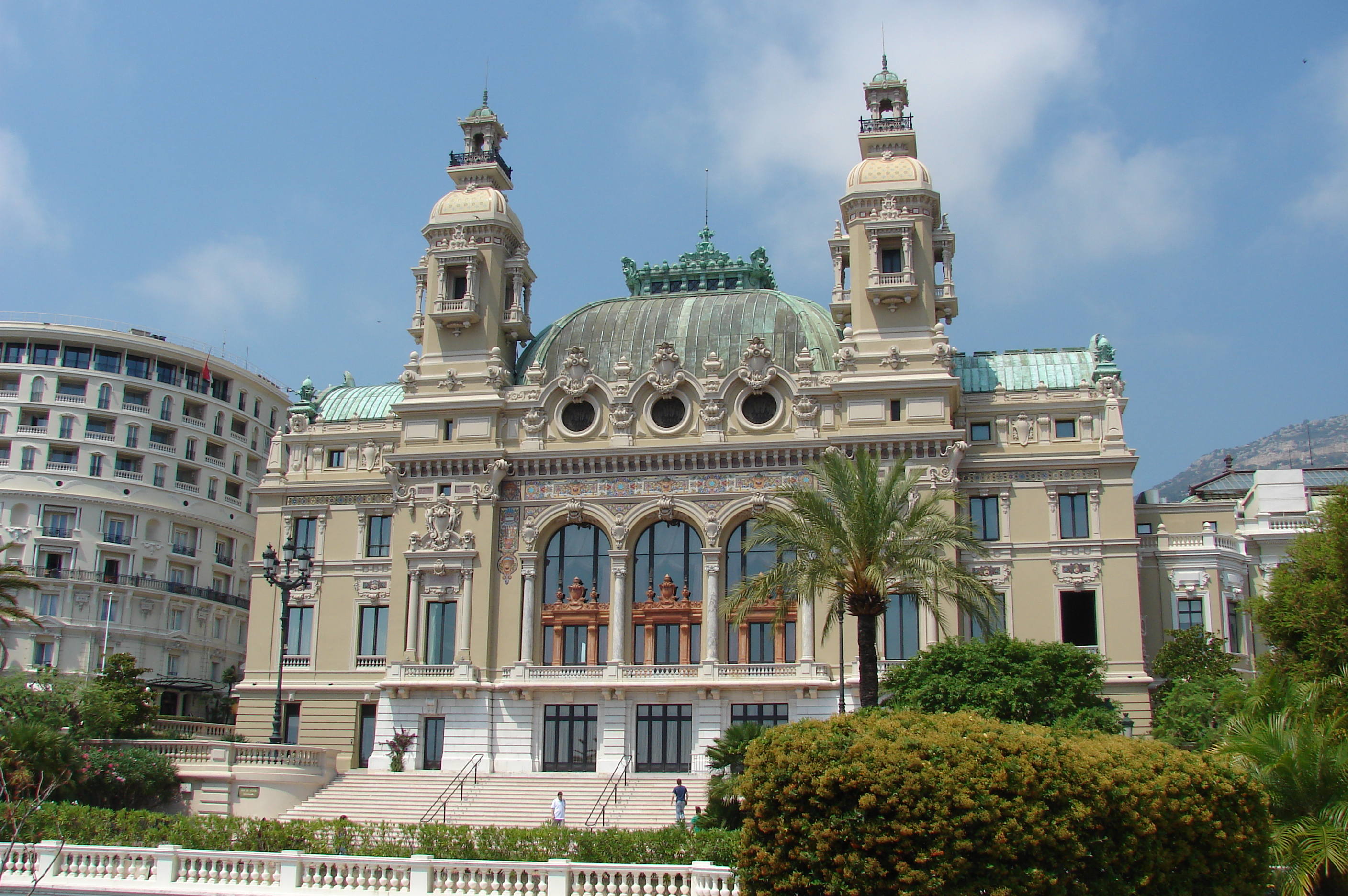
nhà hát Opéra de Monte-Carlo
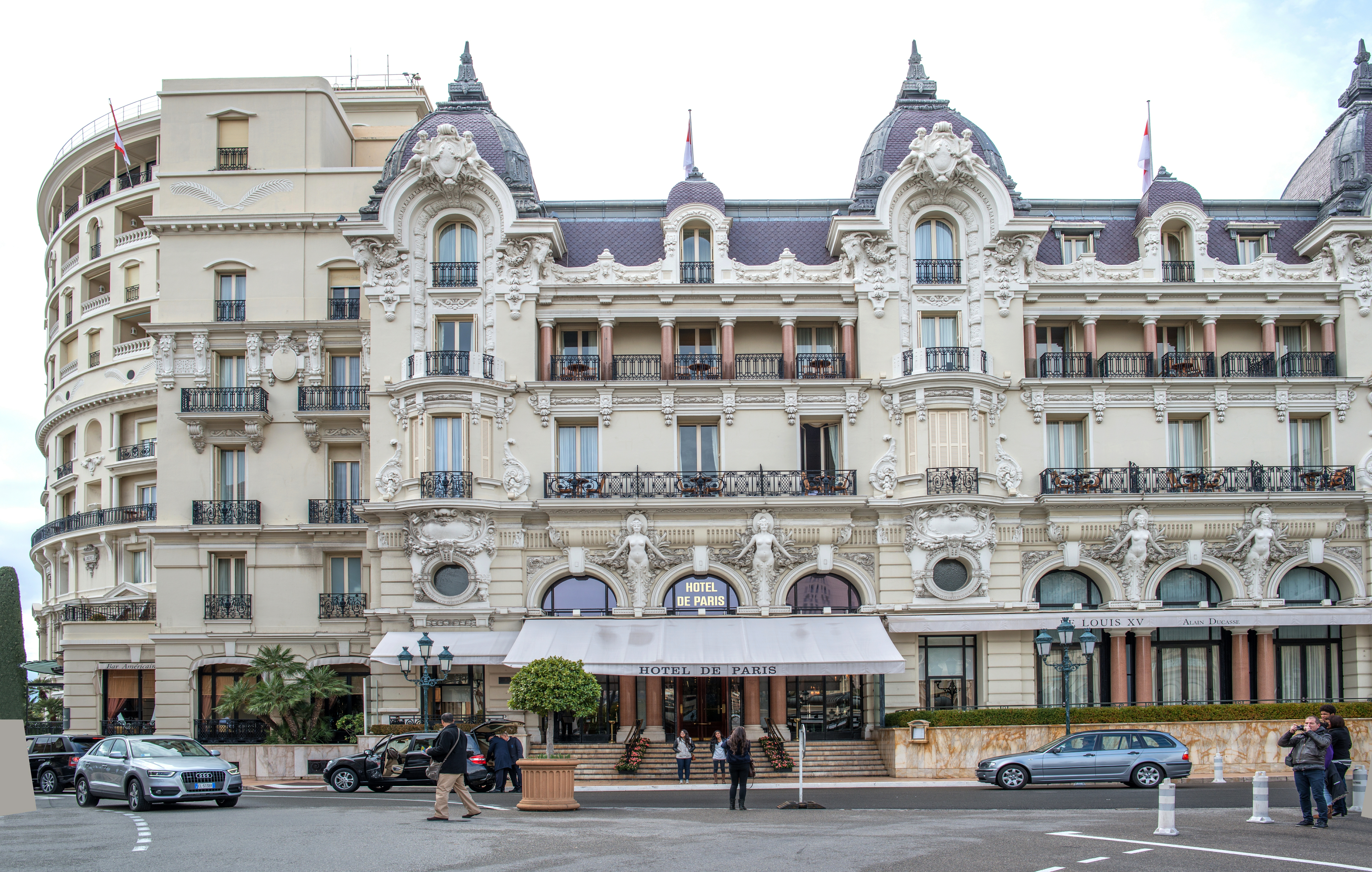
khách sạn Hôtel de Paris
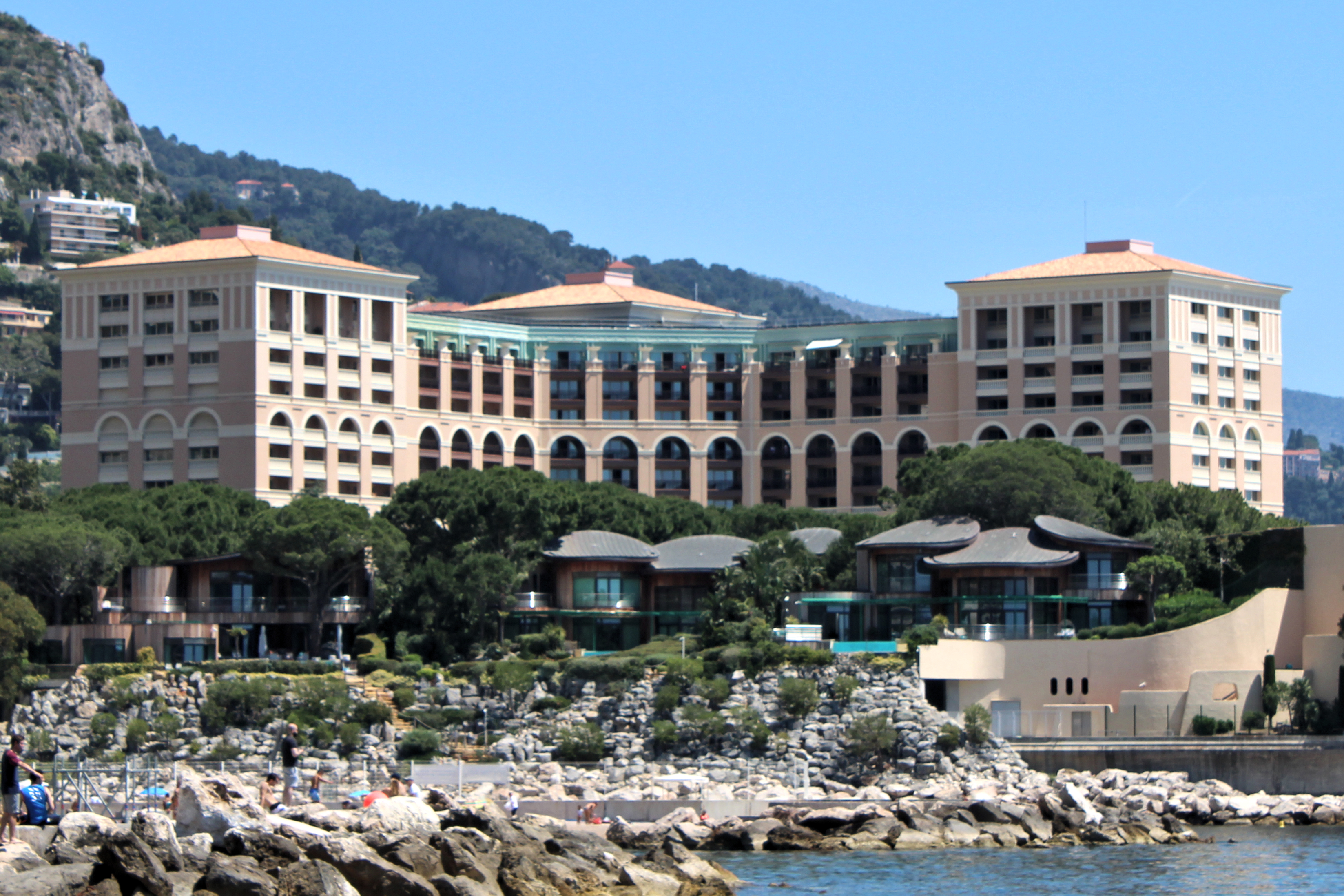
Monte-Carlo Bay Hotel & Resort
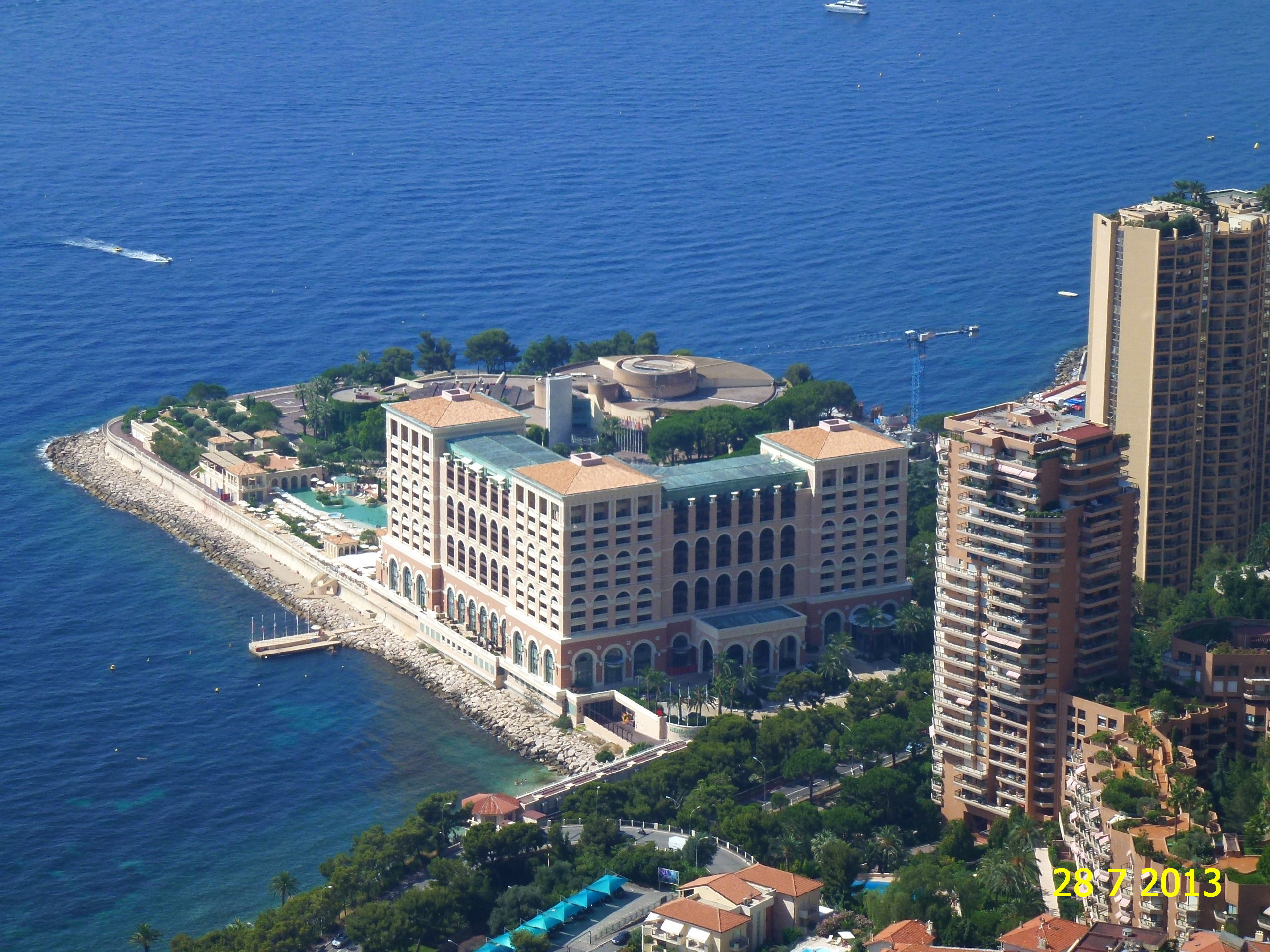
Monte-Carlo Bay Hotel & Resort
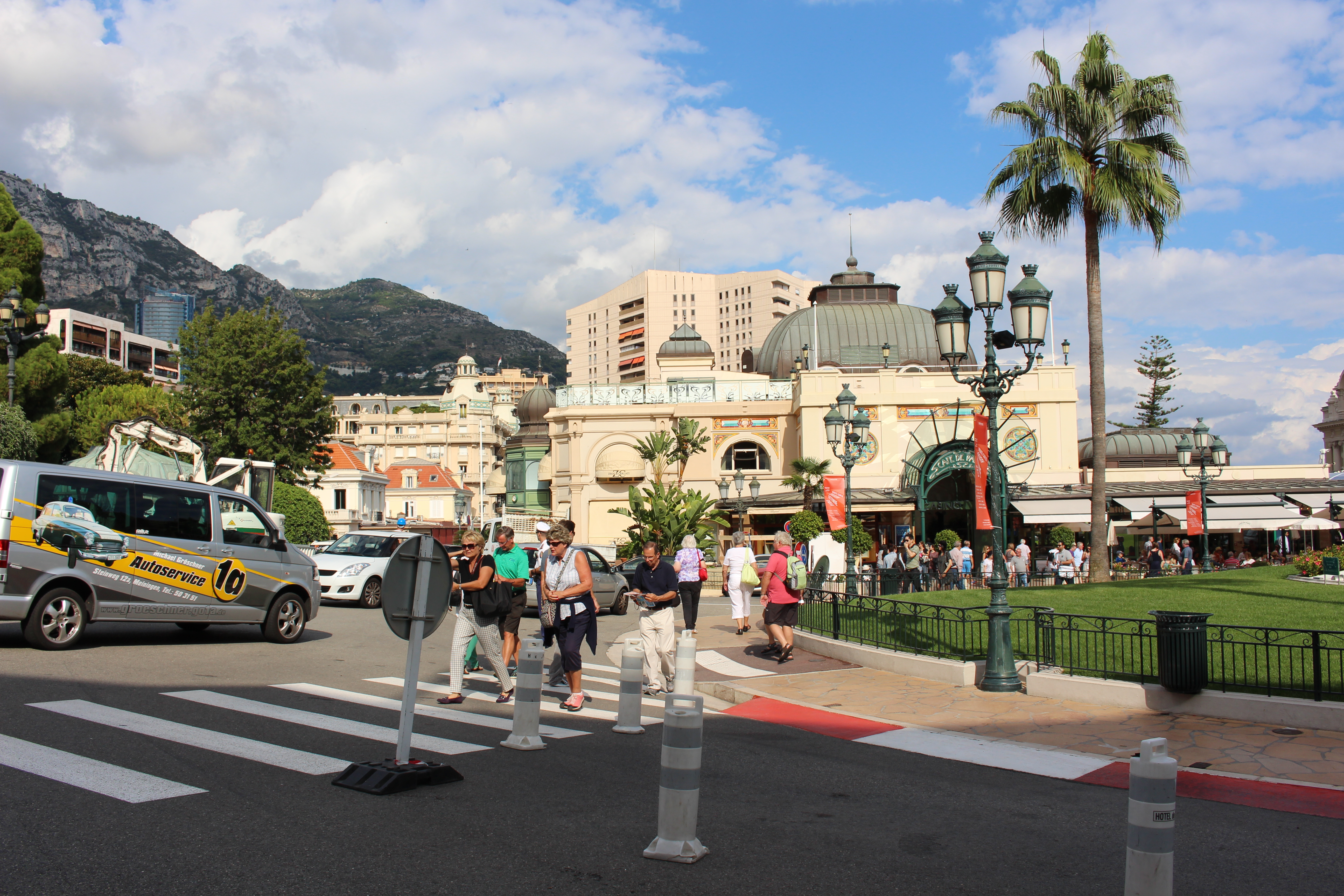
Café de Paris
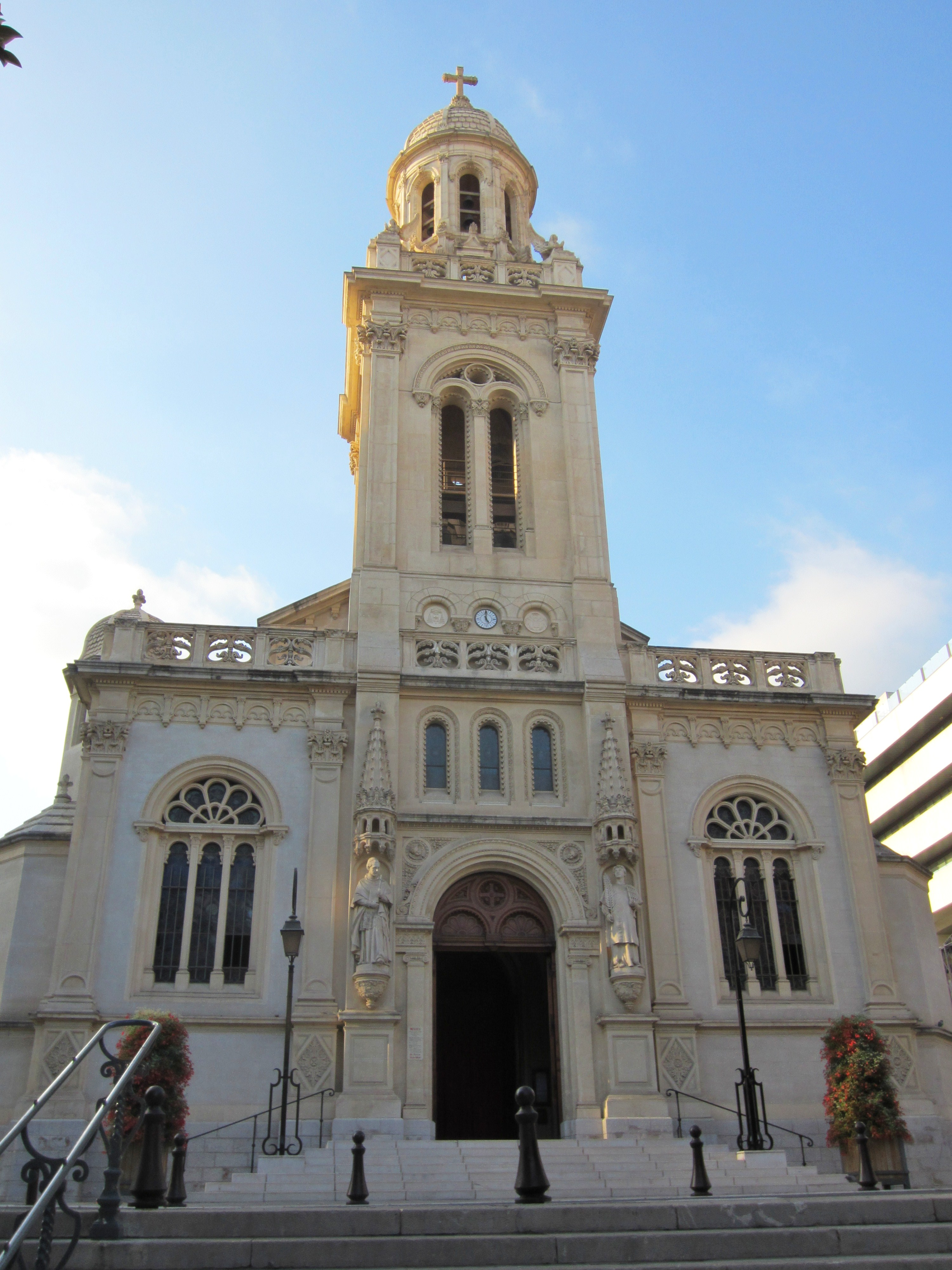
Nhà thờ Saint Charles
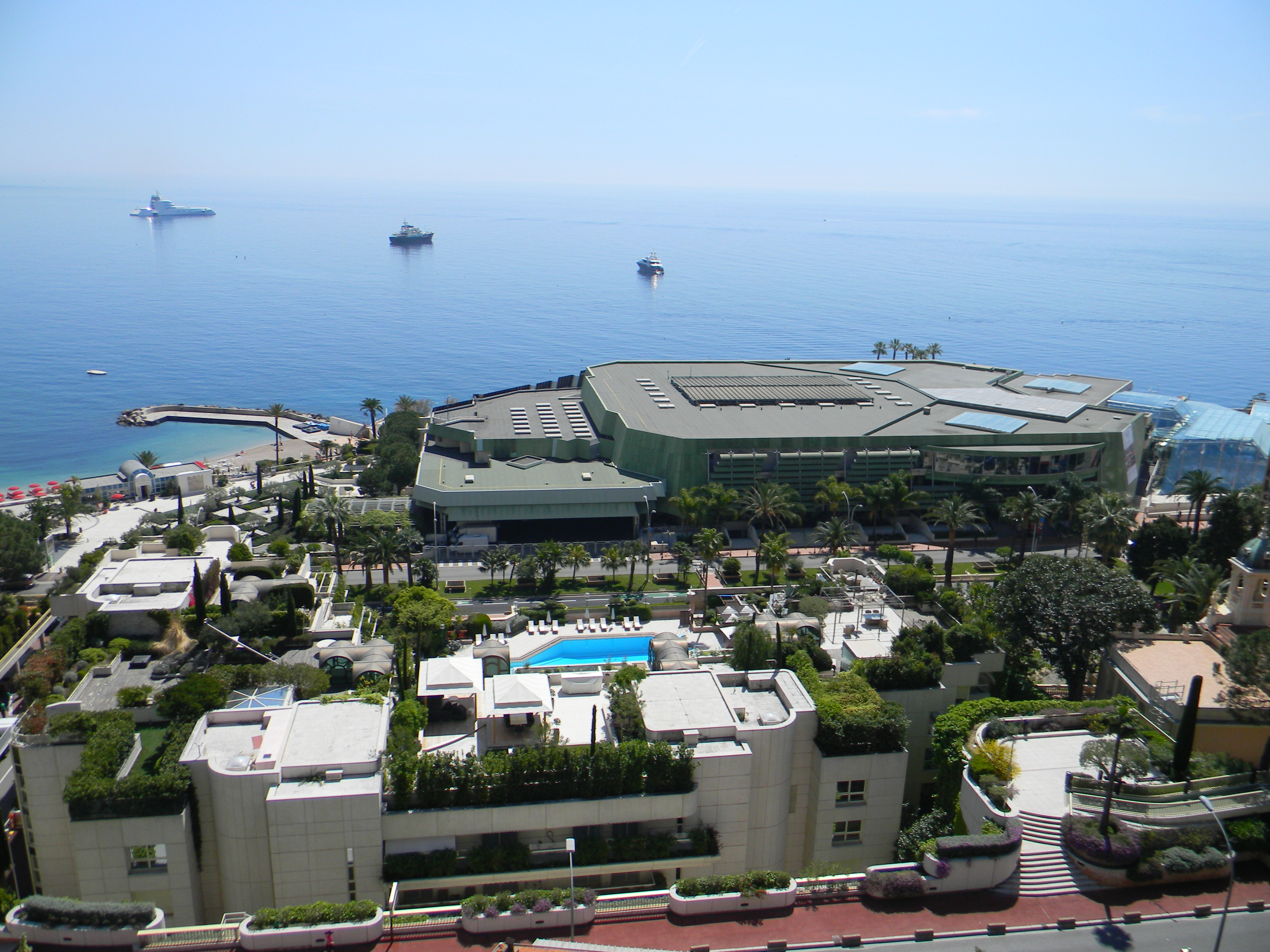
Grimaldi Forum
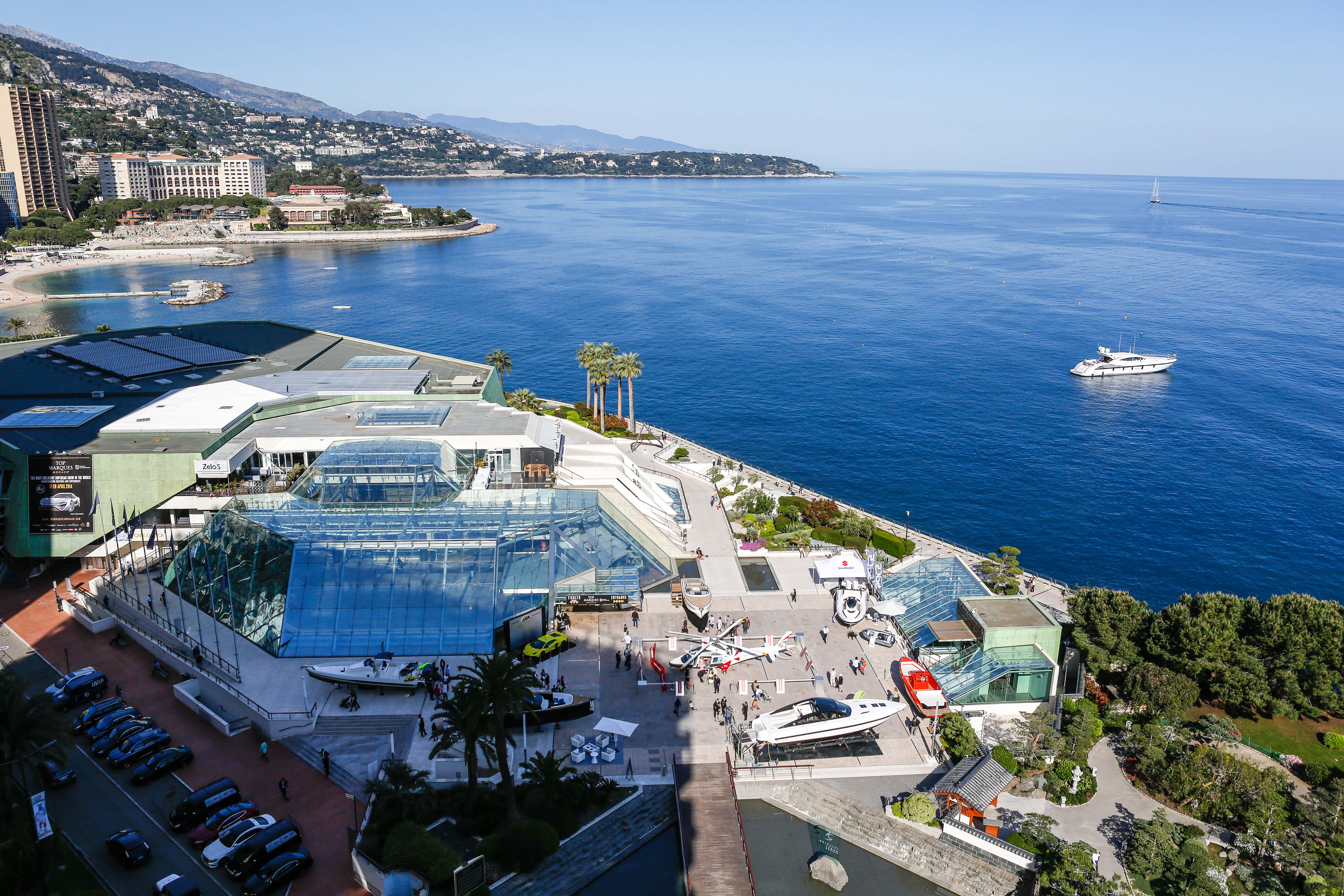
Grimaldi Forum
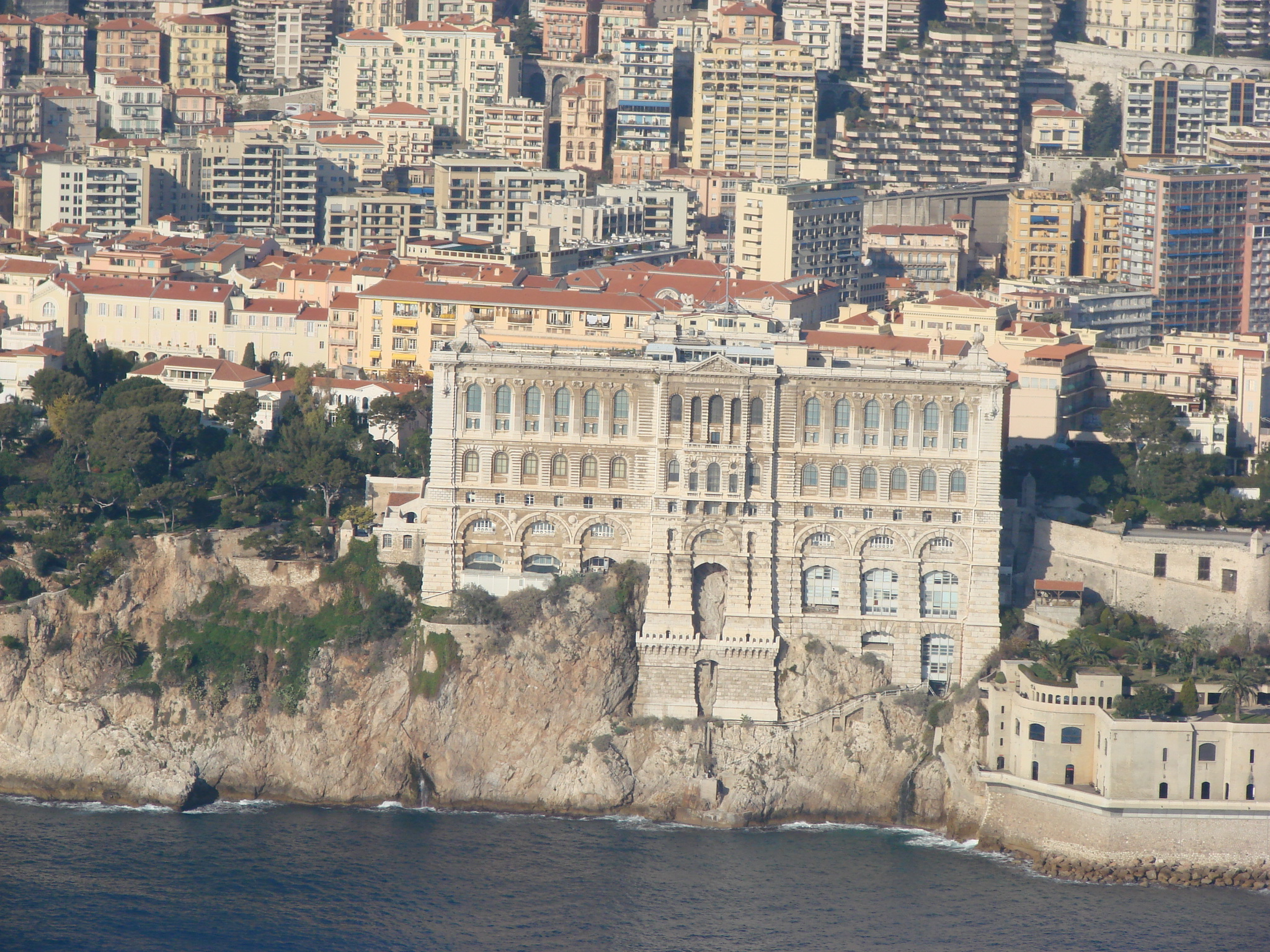
Bảo tàng Hải dương học Monaco